# 아이핀
아이핀(Internet Personal Identification Number, i-PIN)은 대한민국의 정부가 아닌 민간 기업에서, 그 중에서도 특히 인터넷의 웹사이트에서 개인의 주민등록번호를 수집하고 이용하는 일이 많아짐에 따라 주민등록번호의 대규모 유출, 주민등록번호의 도용 및 각종 범죄에의 악용 등의 부작용이 나타나자 이를 해결하기 위해 정보통신부(2008년 폐지)와 한국정보보호진흥원(2009년 한국인터넷진흥원으로 통합)이 개발한 사이버 신원 확인번호 체계이다. 일종의 인터넷 가상 주민등록번호라고 볼 수 있다.
2005년 7월 가이드라인이 만들어지고 2006년 10월 개정을 통해 시행되었으며 2009년 7월 2일부터는 이용 편의성을 개선한 아이핀 2.0이라는 이름으로 제공되고 있다.
공공 아이핀은 대한민국 행정자치부에서 제공하는 아이핀이다. 본래 공공기관에서 사용한다는 개념이었지만, 공공 아이핀으로 민간기업 웹사이트에 가입이 가능하고 민간 아이핀으로 공공기관 웹사이트에 가입이 역시 가능하므로 공공 아이핀은 민간 아이핀과 사실상 동일한 서비스로 호환되고 있다.

## 아이핀 발급 기관
세 개의 민간 발급 기관 및 행정안전부의 공공 아이핀 센터를 통해 아이핀을 발급하고 있다.
- 사이렌24아이핀(서울신용평가정보) 보관됨 2011-02-02 - 웨이백 머신[2]
- KCB아이핀(코리아크레딧뷰로)[3]
- 나이스 아이핀(한국신용평가정보)
- 공공 아이핀(행정안전부 공공 아이핀 센터) 보관됨 2013-04-02 - 웨이백 머신(2018년 10월 31 까지만 가입가능)

## 가입 및 이용

### 아이핀 가입
1. 여러 아이핀 발급 기관 중 하나를 선택한다. 발급 기관이 달라도 아이핀을 통해 가입할 수 있는 웹사이트들(공공기관이나 민간기업의)사이의 차별은 없다.
2. 가입 페이지에서 주민등록번호 및 사용할 아이디, 비밀번호 따위의 정보를 입력한다.
3. 본인 여부를 증명하기 위해 본인 명의의 휴대전화, 범용 공인인증서, 주민등록증 발급 날짜 등으로 인증하거나 아이핀 발급 기관을 직접 방문하면 아이핀 가입이 완료된다.

### 아이핀을 이용한 웹사이트 가입
웹사이트에 따라 세부 절차는 달라질 수 있으나, 주민등록번호 대신 아이핀을 사용하는 것은 공통사항이다.
1. 아이핀 가입을 지원하는 웹사이트에서 주민등록번호 가입 대신 아이핀 가입을 선택한다.
2. 아이핀 발급 기관의 아이디와 비밀번호를 입력한다.
3. 가입하려는 웹사이트의 나머지 가입 절차를 수행하면 웹사이트 가입이 완료된다.

## 기대 효과
- 민간에서 자체적으로 주민등록번호를 수집하지 않으면서도 개인 식별 및 본인 인증이 가능하다.
- 아이핀 번호는 변경이 가능하기 때문에 유출의 경우에 있어서 주민등록번호보다 덜 민감하다.
- 아이핀은 다수의 개별 민간업체가 아닌 다섯 개의 정부 지정 민간 기업에 보관되기 때문에 유출의 위험을 줄일 수 있다.

## 한계점
- 주민등록번호 등의 개인정보 유출/악용 문제는 근본적으로, 주민등록번호 같은 민감한 개인정보를 수집할 필요가 없는데도 불구하고 주민등록번호를 포함해 과도한 개인정보를 수집하는 웹사이트가 많다는 데에 그 원인이 있다. 그러나 아이핀 제도는 민간의 개인정보 수집/이용을 규제하기보다는 도와주는 제도로서, 이러한 근본적인 문제의 해결책이 되지 못한다.
- 방대한 주민등록번호가 네 개의 민간 기업에 집약되기 때문에 만약 여기에서 정보가 탈취되거나 유출될 경우 대규모 피해가 발생할 수 있다.
- 아이핀 발급 기관에는 개인이 어떤 웹사이트에 가입했는지가 저장되며 이 또한 민감한 개인정보라 할 수 있는데, 이러한 개인정보가 몇몇 기업에 집약된다는 새로운 개인정보 문제가 생겨난다.
- 인터넷 상거래 시, 여전히 주민등록번호를 입력하여야 한다. 예를 들어, 옥션·11번가와 같은 대형 오픈마켓이나 쿠팡·위메프와 같은 소셜 사이트 및 각종 온라인 쇼핑몰에서는 회원가입 자체는 아이핀으로 가입할 수 있으나, 실제 대금 결제시에는 무조건 혹은 결제수단에 따라[4] 주민등록번호를 입력하여야만 한다. 전자상거래법에는 여전히 주민등록번호를 요구하기 때문이다.[5][6]

## 아이핀 도입 의무화
민간에서의 아이핀 이용이 저조하자 정부에서는 아이핀 활성화를 위해 아이핀 도입 의무화를 추진하고 있으며, 그 일환으로 2010년 3월 27일까지 일일 평균 이용자 수가 포털은 5만명, 그 외는 1만명 이상인 사이트 중 일부 예외를 뺀 1039개 사이트를 의무 도입 대상으로 발표했다. 그러나 의무화 발표 이후에도 아이핀 도입은 저조하였으며 옥션, 다나와 등의 일부 사이트는 아이핀을 도입했지만 실제로는 아이핀만으로는 정상적인 이용이 불가능하고, 주민등록번호를 입력해야 한다.